# Vinko Logaj
Vinko Logaj (ur. 5 stycznia 1961 w Lublanie) – słoweński nauczyciel, od 2024 minister edukacji.

## Życiorys
Z wykształcenia i zawodu nauczyciel fizyki oraz przedmiotów technicznych. Studiował na akademii pedagogicznej w Lublanie, następnie na Uniwersytecie Mariborskim. W 2004 uzyskał magisterium z zarządzania na University of Manchester. W 2012 doktoryzował się na wydziale zarządzania Univerza na Primorskem. Pracę w oświacie zaczął w latach 80., był nauczycielem w szkole podstawowej w Dol pri Ljubljani. Następnie pracował jako nauczyciel, wicedyrektor i dyrektor w szkole podstawowej w Litiji. Współtworzył szkołę średnią w tej miejscowości, był jej pierwszym dyrektorem.
Działał w partii Zares, kandydował z jej ramienia do parlamentu w 2008, a także kierował lokalnymi strukturami ugrupowania. W 2009 powołany na dyrektora generalnego w dyrekcji do spraw szkół średnich i wyższych oraz edukacji dorosłych w resorcie edukacji i sportu. Później kierował centrum edukacyjnym w Kamniku. W 2014 został dyrektorem Instytutu Edukacji Republiki Słowenii. W 2024 zapowiedział rezygnację z tego stanowiska i przejście na emeryturę. W październiku tego samego roku objął urząd ministra edukacji w rządzie Roberta Goloba.